# 楠榜语
楠榜语是一种南岛语言或方言集群，约有150万母语人士，主要属于印度尼西亚苏门答腊南部的楠榜族群。 它分为三个变种：Lampung Api（也称为Pesisir方言）、Lampung Nyo（也称为Abung方言）和Komering。 后者有时包含在Lampung Api中，有时被视为一种完全独立的语言。 Komering人认为自己与楠榜人在种族上是分开的，但語言与之相关。
虽然楠榜語的使用者人数较多，但在大多数使用者居住的楠榜省，它是一种少数民族语言。 由于担心语言受到威胁，省政府在全省中小学实施楠榜语言和文字教学。

## 分类

### 語言關係
楠榜語是南岛语系马来波利尼西亚分支的一部分，尽管它在马来波利尼西亚语中的位置很难确定。 几个世纪以来的语言接触模糊了楠榜語和马来语之间的界限， 以至于它们在较早的作品中被归入同一類，例如1965年的Isidore Dyen的作品，其中楠榜語被認定為與馬來諸語相似。
Nothofer(1985)将楠榜语与Dyen的马来语区分开来，但仍将其与马来语、巽他语、马都拉语以及更远的爪哇语包含在更广泛的“爪哇-苏门答腊语”中。

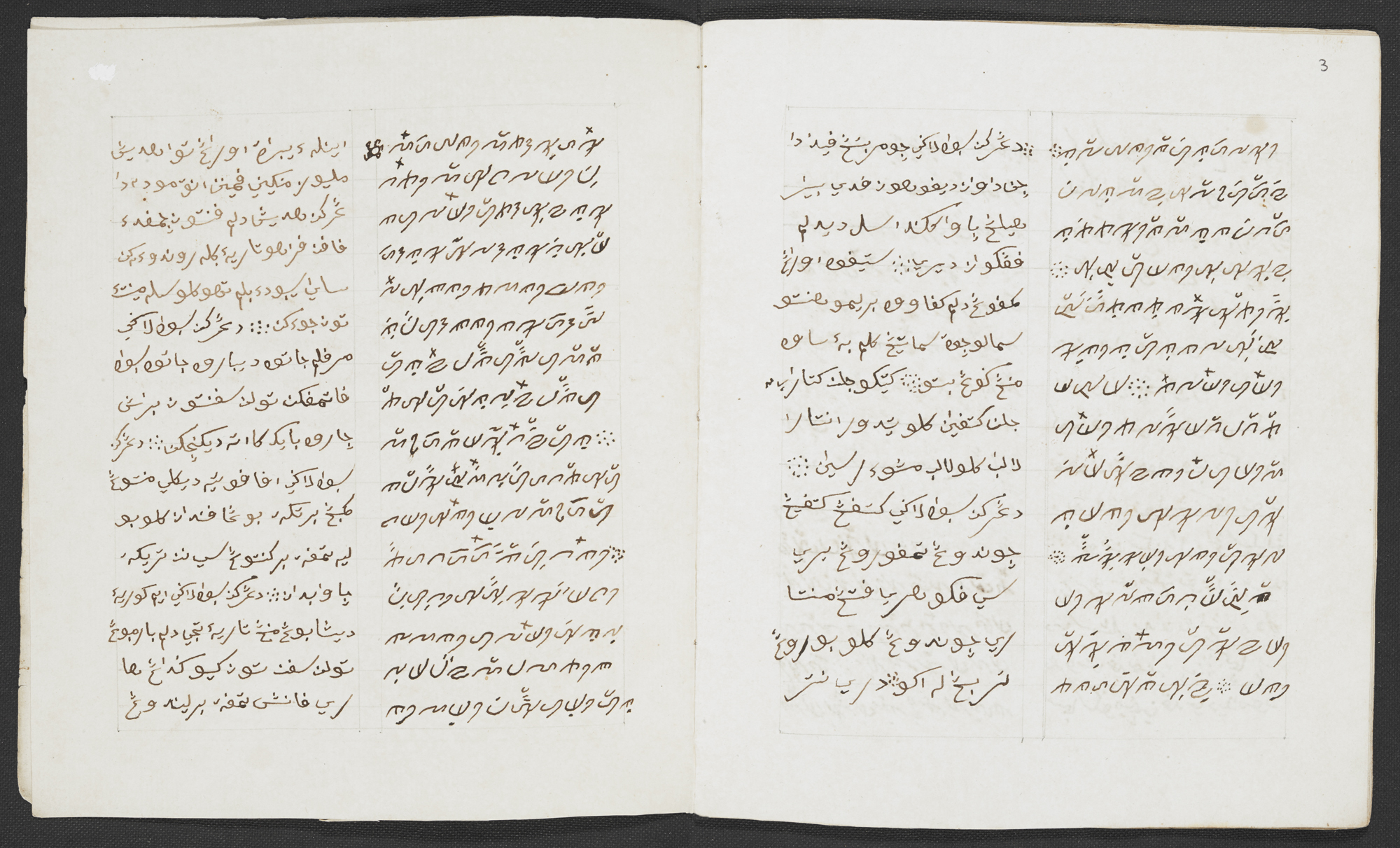
用爪夷文書寫的楠榜語文章

## 語言统计和地位
与印度尼西亚的其他区域语言一样，楠榜語在该国任何地方都不被视为官方语言，因此主要用于非正式场合。
楠榜語在楠榜人占多数的农村地区被大量使用。 这些地区的大部分人几乎只在家中使用楠榜语，并在更正式的场合使用印度尼西亚语。
在不同背景的人相遇的市场中，人們使用多种语言，包括当地通用语，如巨港马来语。 在 1970年代，虽然楠榜語在农村地区还很活跃，但城市地区的楠榜青年已经更喜欢使用印尼语了。

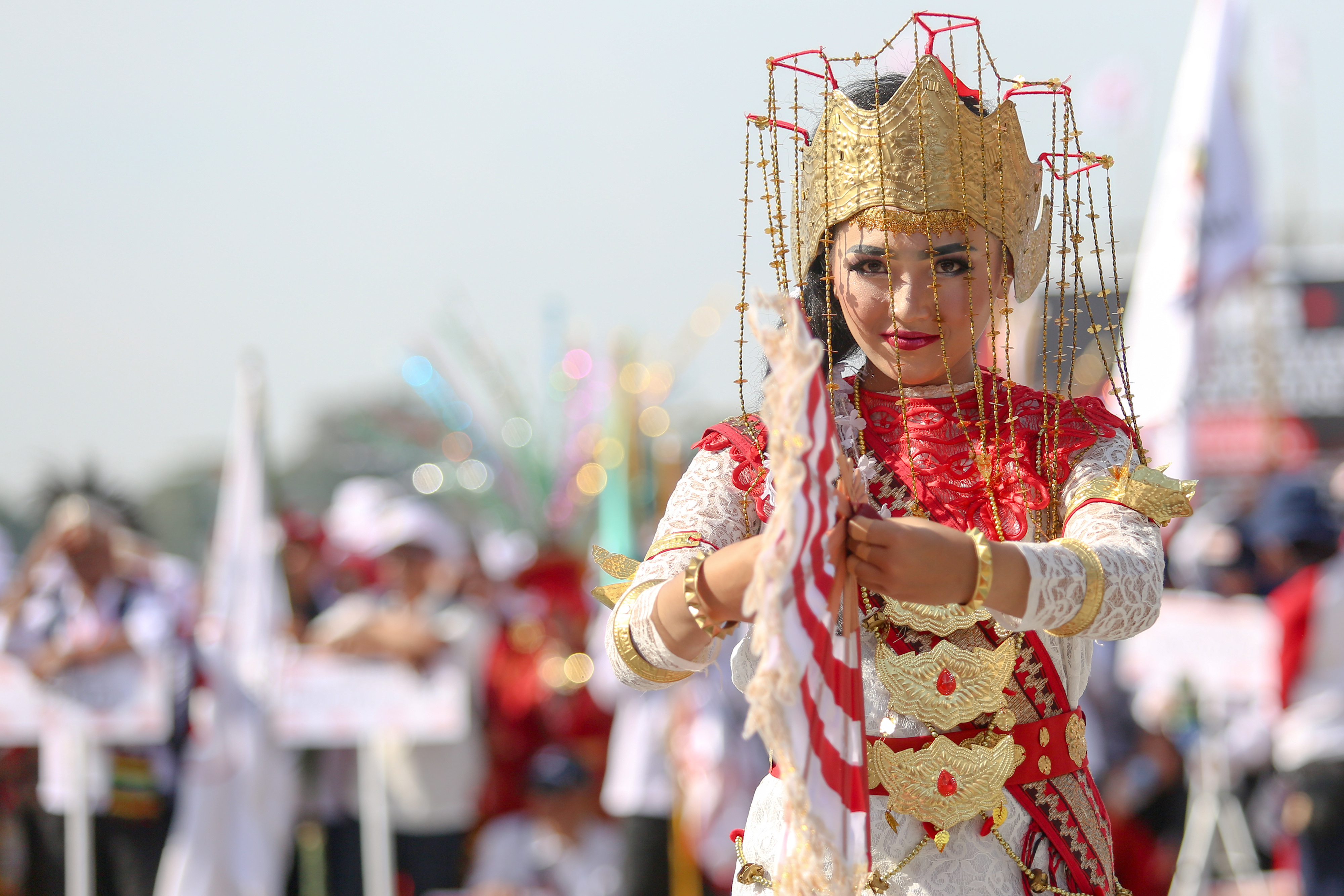
楠榜女性

自20世纪初荷蘭殖民時期以来，楠榜省一直是人口遷移的主要目的地，该计划将人们从人口密集的印度尼西亚岛屿转移到人口密度较低的岛屿  该计划在二战爆发后停止 ，但政府在印度尼西亚独立几年后恢复了它。 到1980年代中期，楠榜人已成为少数族裔，在该省的人口比例不超过15%，顯著低于1920年的70%。 这种人口变化也反映在语言使用上； 印度尼西亚1980年人口普查报告说，该省78%的人口以爪哇语、巽他语、马都拉语或巴厘语为母语。